# Saša Kovačević

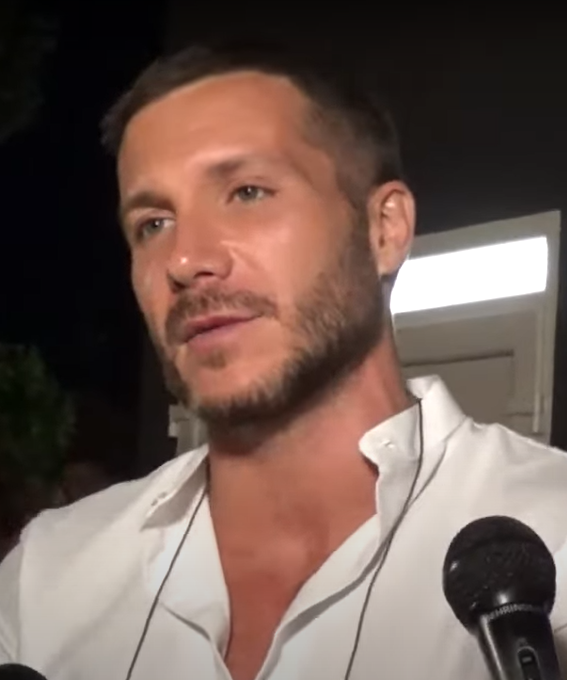
Saša Kovačević, 2022

Saša Kovačević (serbisch-kyrillisch Саша Ковачевић; * 27. Juli 1985 in Belgrad) ist ein serbischer Sänger.

## Biografie
Kovačević besuchte die Musikschule Kosta Manojlović mit Schwerpunkt Klavier und die Akademie der bildenden Künste, eine private Institution der Alpha-Universität in Belgrad, im Bereich Aufnahmetechnik und Tonbearbeitung. Seinen ersten Auftritt hatte er 2004 auf dem Festival Sunčane skale mit der Single Pakao i raj, der er seine Popularität zu verdanken hat. Weitere Singles wie Jedina si vredela, Korak do dna, Ruka za spas folgten kürzlich danach. Kovačević erhielt 2009 einen Award für das Duett mit Emina Jahović Još ti se nadam. Kovačevićs musikalische Idole sind Michael Jackson und Mariah Carey.

## Diskografie

### Alben
- 2006: Jedina Si Vredela
- 2010: Ornament

### Singles
| - 2006: Ruka za spas - 2006: Korak do dna - 2006: Jedina si vredela - 2007: Ne umem sa njom - 2007: Kad nisi tu - 2009: Jos ti se nadam (mit Emina Jahović) - 2009: Bolji covek - 2010: Lazu te - 2010: Ludak - 2010: Mila - 2011: Idemo do mene (mit Nikolina Pišek) - 2011: Bezimo iz grada - 2011: Kako posle nas - 2012: Lapsus - 2013: Pisi propalo - 2013: Slučajno - 2013: Nothing but the faith - 2014: Mogli smo sve | - 2014: Branim - 2014: Noć do podne - 2015: Gde smo moja ljubavi - 2015: Rano Je - 2015: Rodjendan - 2016: Zivim da te volim - 2016: Zamalo tvoj - 2016: Temperatura - 2017: Kazes ne - 2018: Bez Tebe Me Nema - 2018: Jedra - 2019: Prevarena - 2020: Pantera - 2020: Moja Malena - 2020: Afera - 2020: Ona - 2022: Lazu Te Ljubavi - 2022: Radi me lagano |